# Яхти в морі
«Яхти в морі» (ест. «Jahid merel») — радянський пригодницький художній фільм, знятий режисером Михайлом Єгоровим в 1955 році на кіностудії «Талліннфільм» про викриття шпигунів в одному з яхт-клубів. Перший показ картини в Таллінні відбувся 26 грудня 1955 року, на екрани СРСР фільм вийшов 23 липня 1956 року в дубльованій версії.

## Сюжет
Про історію викриття шпигуна в одному з яхт-клубів в Радянській Естонії та пильність радянських людей, ідеологічні переконання і моральні принципи молоді.

## У ролях
- Рейно Арен —  Юхан  (озвучив  Віктор Рождественський)
- Рут Пераметс —  Лайне  (озвучила К. Кузьміна)
- Каарел Карм —  Петер  (озвучив  Володимир Кенігсон)
- Олев Ескола —  Пауль Алус  (озвучив  Володимир Сошальський)
- Ендель Нимберг —  Рауд, капітан-лейтенант  (озвуч. А. Шешко)
- Ийє Орав —  Карін  (озвучила  Зоя Толбузіна)
- Еві Рауер-Сіккель —  мати Юхана  (озвучив А. Фуксіна)
- Лембіт Раяла —  Карл Оксман
- Валдеко Ратассепп —  шпигун
- Арво Круусемент —  перукар
- Рудольф Нуудо —  Бобров
- Кальйо Кійськ —  Хейно
- Альфред Кютт — епізод
- Аксел Орав —  капітан прикордонної охорони
- Арно Суурорг —  радіорепортер

## Знімальна група
- Режисер — Михайло Єгоров
- Сценаристи — Аркадій Васильєв, Микита Лихобабін
- Оператор — Семен Школьников
- Композитор — Густав Ернесакс
- Художник — Пеетер Лінцбах